# آندره میلر
آندره میلر (انگلیسی: Andre Miller؛ زاده ۱۹ مارس ۱۹۷۶) ملی پوش تیم ملی بسکتبال اهل ایالات متحده آمریکا است.
او در سال ۲۰۱۶ برای تیم سن انتونیو اسپرز توپ میزد.